# James Roberts
James Roberts (n. 11 aprilie 1991, Tweed Heads⁠(d), Noul Wales de Sud, Australia) este un înotător ce a reprezentat Australia, medaliat olimpic. A participat la 2 ediții ale Jocurilor Olimpice (2012, 2016) în care a câștigat o medalie de bronz.